# Ali as-Sistani
Ali al-Husajni as-Sistani (pers. ‏علی حسینی سیستانی‎, arab. ‏علي الحسيني السيستاني‎; ur. 1929 lub 4 sierpnia 1930 w Meszhedzie) – szyicki duchowny iracki, wielki ajatollah, wymieniany jako jedna z najbardziej wpływowych postaci w życiu publicznym Iraku po obaleniu rządów Saddama Husajna.

## Życiorys

### Młodość i wczesna działalność
Urodził się w Meszhedzie w Iranie, jednak jego rodzina i zwolennicy twierdzą, że pochodzi z arabskiego rodu z Iraku. Pochodzi z rodziny szyickich uczonych religijnych. W wieku dwunastu lat rozpoczął tradycyjną islamską edukację, by również zostać alimem. Studiował pod kierunkiem ajatollaha Abu al-Kasima al-Chu’iego w Nadżafie, kończąc naukę w wieku trzydziestu lat, a zatem wyjątkowo wcześnie. Po ukończeniu nauki w 1960 nie angażował się w życie polityczne Iraku i opowiadał się, podobnie jak jego nauczyciel, za rozdziałem religii od państwa. Dzięki temu uniknął represji, które dotknęły wielu duchownych szyickich podczas rządów gen. Abd al-Karima Kasima, gen. Abd as-Salama Arifa, gen. Abd ar-Rahmana Arifa i po zamachu stanu przeprowadzonym w 1968 przez iracką partię Baas. Stał się natomiast wielkim autorytetem duchowym szyitów z Iraku, Iranu, Libanu, Palestyny, Syrii i Pakistanu.  

### Pod rządami Saddama Husajna

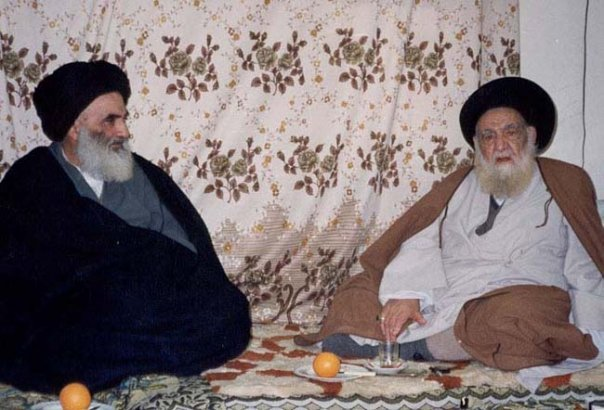
Ali as-Sistani i jego nauczyciel, Abu al-Kasim al-Chu’i

Ali as-Sistani pozytywnie odniósł się do wybuchu rewolucji islamskiej w Iranie, szybko jednak opowiedział się przeciwko przejmowaniu władzy w kraju przez duchowieństwo szyickie, które jego zdaniem nie powinno zajmować się polityką. W 1991 as-Sistani poparł antyrządowe powstanie szyitów irackich. Rok później Abu al-Kasim al-Chu’i przed śmiercią mianował as-Sistaniego swoim następcą - Wielkim Ajatollahem Iraku. Sprawujący w Iraku dyktatorską władzę Saddam Husajn obawiał się jego wpływów, nie mógł jednak uwięzić go ani zamordować, gdyż wywołałoby to bunt stanowiących w kraju większość szyitów. Na to zaś dyktator nie mógł sobie pozwolić wobec fiaska agresji na Kuwejt, wojny w Zatoce Perskiej i obłożenia kraju sankcjami. As-Sistani został jedynie osadzony w areszcie domowym, nałożono na niego zakaz wygłaszania kazań i zamknięto meczet, z którym był dotąd związany.
Ajatollah z entuzjazmem odniósł się do interwencji amerykańskiej w Iraku w 2003. Po obaleniu Saddama Husajna odzyskał wolność.

### Po obaleniu dyktatury Saddama Husajna
Po obaleniu rządów Saddama Husajna Ali as-Sistani stał się jednym z najbardziej wpływowych działaczy publicznych w Iraku. Rzadko wypowiadał się na tematy bieżącej polityki, odmówił spotkania się z urzędnikami amerykańskimi, w tym z cywilnym administratorem Iraku Paulem Bremerem. Domagał się, by nowa konstytucja Iraku została opracowana przez wybrane w wolnych wyborach zgromadzenie narodowe. Uznając Amerykanów za najeźdźców, as-Sistani nie wzywał do walki zbrojnej z nimi.  
As-Sistani nie opowiadał się za oddaniem władzy w ręce szyickiego duchowieństwa na wzór irański, ale za przyjęciem etyki islamskiej jako podstawy i ram całego życia politycznego Iraku - kraju zamieszkanego w większości przez muzułmanów. Jest demokratą i uważa ustrój demokratyczny za korzystny dla szyitów irackich. Przed pierwszymi wyborami parlamentarnymi po obaleniu Saddama Husajna wzywał irackich szyitów do udziału w głosowaniu, twierdząc, że jest to obowiązek religijny. Z jego inspiracji powstała koalicja szyickich partii - Zjednoczony Sojusz Iracki. As-Sistani nie brał bezpośredniego udziału w kampanii wyborczej, formułując jedynie ogólne rady i wskazówki, zezwalał natomiast swoim pracownikom wypowiadać się w swoim imieniu. Mimo to Zjednoczony Sojusz Iracki stale posługiwał się jego wizerunkami i deklarował wierność wobec głoszonych przez as-Sistaniego idei. As-Sistani i jego otoczenie z powodzeniem rywalizowało o wpływy wśród szyitów z Muktadą as-Sadrem i jego armią Mahdiego. W sierpniu 2004, gdy bojownicy armii Mahdiego wszczęli w An-Nadżafie walki uliczne przeciwko Amerykanom, ich sojusznikom oraz armii irackiej, a następnie zostali zdziesiątkowani i schronili się w meczecie Alego w An-Nadżafie, as-Sistani wezwał ich do poddania się. Jego apel został podjęty przez tysiące mieszkańców miasta, którzy wymusili na ocalałej setce bojowników opuszczenie meczetu i złożenie broni.
As-Sistani cieszy się również szacunkiem niektórych przywódców sunnickich i kurdyjskich, w tym urzędującego w latach 2005-2014 prezydenta Dżalala Talabaniego. W 2006 i 2007 wzywał szyitów do niereagowania przemocą na ataki terrorystyczne na meczet Al-Askari w Samarzrze, jedno ze świętych miejsc szyizmu. Wezwał jedynie do siedmiodniowych pokojowych manifestacji żałobnych i do tego, by wierni sami dbali o bezpieczeństwo świątyń. W odpowiedzi na zamach doszło do ataków przeciwko meczetom sunnickim w Bagdadzie, jednak wystąpienie as-Sistaniego powstrzymało masową agresję szyitów przeciwko sunnitom. W 2009 as-Sistani publicznie poparł modyfikację procedur wyborczych - wyborcy mieli głosować już nie tylko na listę partyjną, ale na konkretnych kandydatów. Ajatollah uważał, że zmiana prawa wyborczego jest konieczna dla skuteczniejszej walki z korupcją, konfliktami wewnętrznymi w elicie władzy i kierowaniu się przez polityków wyłącznie wąskim interesem własnej grupy wyznaniowej lub etnicznej.
As-Sistani żyje w Nadżafie, gdzie spotyka się z odwiedzającymi go wiernymi, odmawia jednak udzielania wywiadów i występów publicznych. Prowadzi natomiast stronę internetową. Wyjątkowo wystąpił publicznie po zajęciu Mosulu przez Państwo Islamskie w czerwcu 2014. Wezwał wówczas czołowych polityków szyickich, by nie dopuścili do objęcia stanowiska premiera Iraku po raz trzeci przez Nuriego al-Malikiego i do rozpadu kraju. Następnie zaapelował również do wszystkich zdolnych do walki mężczyzn irackich, by przyłączyli się do walki z Państwem Islamskim w wojsku, innych siłach bezpieczeństwa lub w jednej z milicji tworzonych przez szyitów; w tej sprawie wydał fatwę. Na jego wezwanie utworzony został sojusz czterdziestu szyickich milicji - Siły Mobilizacji Ludowej. 
W 2019 r., podczas masowych protestów przeciwko korupcji, bezrobociu i nadużyciom partii politycznych, Ali as-Sistani wezwał iracki parlament do wycofania poparcia dla rządu Adila Abd al-Mahdiego, który w następstwie faktycznie podał się do dymisji. Apelował również o zaprzestanie pacyfikacji protestów przez wojsko. 
Włada biegle językami arabskim i perskim. Jego syn Muhammad Riza as-Sistani również jest duchownym szyickim, pracuje również jako doradca i tłumacz ojca.